# الملاليين (ملاليين)
الملاليين هي إحدى مشيخات المملكة المغربية، تتبع جغرافيا لإقليم تطوان وإداريًا لملاليين. يقدر عدد سكانها بـ 6974 نسمة حسب الإحصاء الرسمي للسكان والسكنى لسنة 2004.